# 埃爾姆伍德公園 (伊利諾伊州)
埃爾姆伍德公園（英語：Elmwood Park）是位於美國伊利諾伊州庫克縣的一個村落。

## 地理
埃爾姆伍德公園的座標為41°55′21″N 87°48′56″W / 41.92250°N 87.81556°W，而該地最高點為海拔高度192米（即630英尺）。

## 人口
根據2010年美國人口普查的數據，埃爾姆伍德公園的面積為4.94平方千米，當中陸地面積為4.94平方千米，而水域面積為0.00平方千米。當地共有人口24,883人，而人口密度為每平方千米5,037人。